# 常念小屋

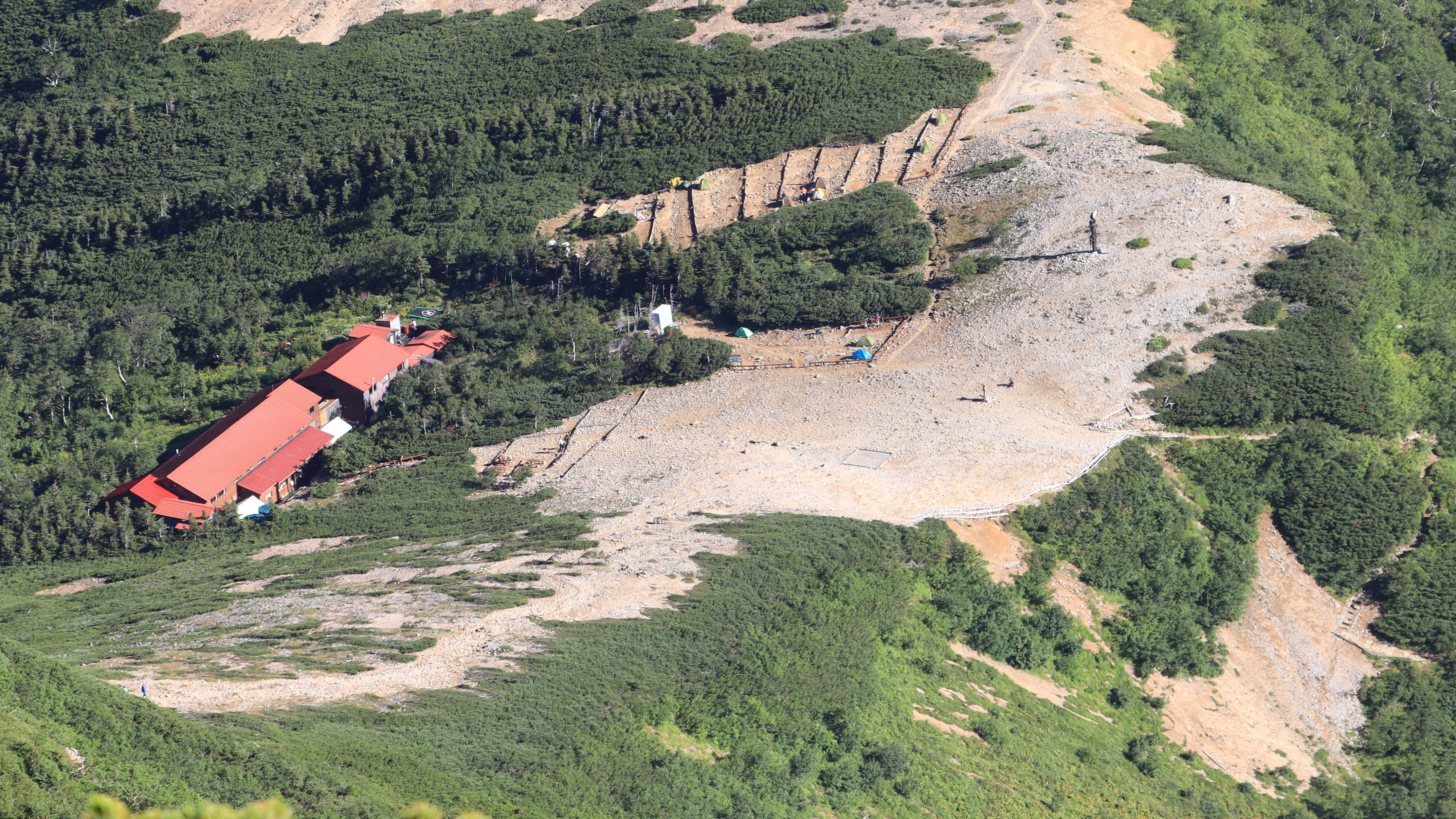
常念小屋とキャンプ指定地（2020年8月）

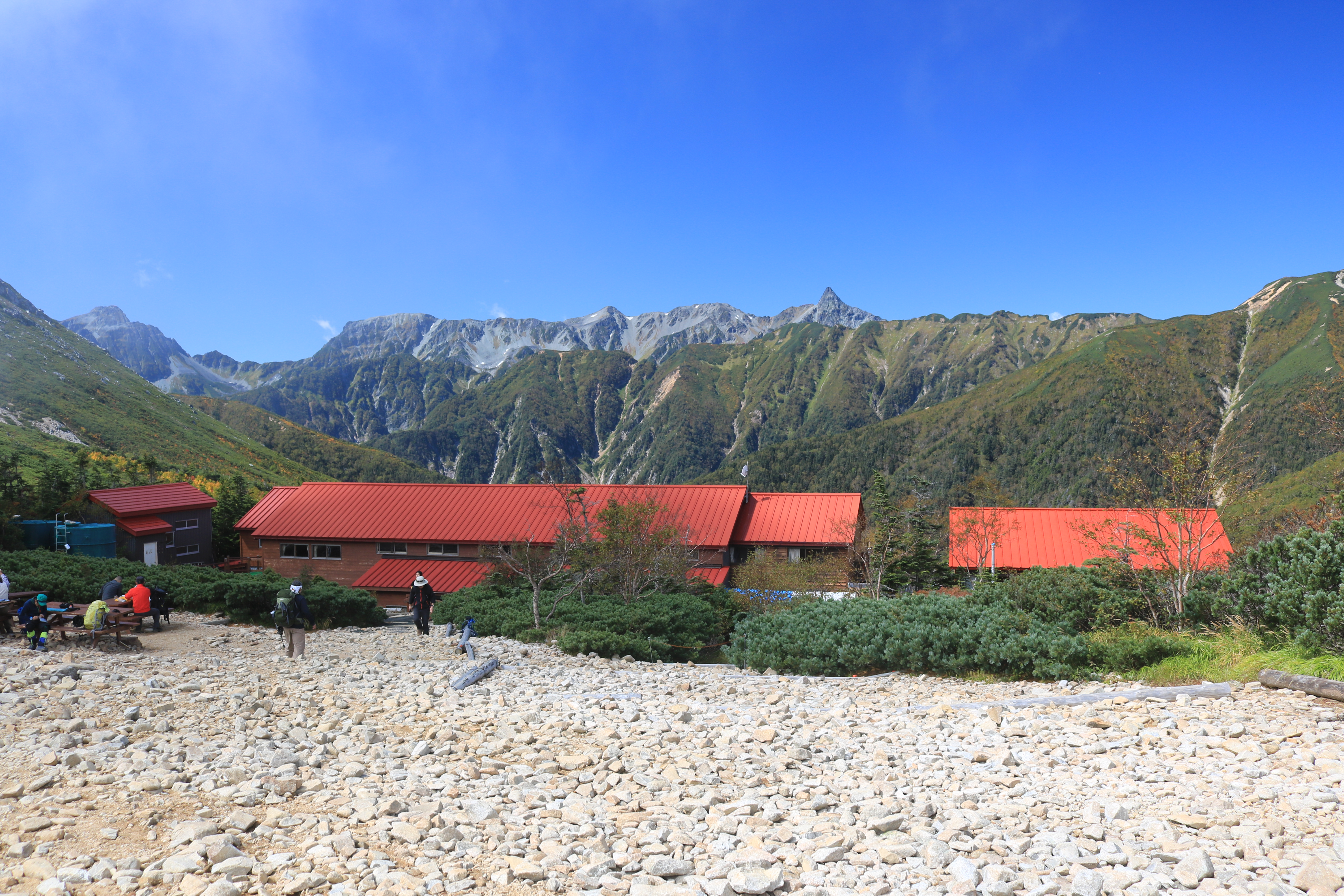
常念小屋と槍ヶ岳

常念小屋（じょうねんごや）とは、1917年（大正8年）7月27日に開業した、常念乗越にある山小屋である。北アルプス南東部の常念山脈の常念岳と横通岳との鞍部に位置し、中部山岳国立公園内にある。

## 概要
標高2,450 mにある山小屋で、テント場があり、ここから槍ヶ岳を望むことができる。常念岳への最寄り山小屋（約1時間）で、常念岳の登山者や常念山脈を縦走する登山者がこの山小屋を利用している。冬期などの営業期間外は閉鎖される。周辺から上部は森林限界のハイマツ帯で、高山植物やミヤマモンキチョウやベニヒカゲなどの高山蝶が見られる。2011年4月8日放送のNHK連続テレビ小説のおひさまで、主人公の須藤陽子（八木優希）が学校行事で常念小屋に一泊して翌日常念岳でご来光を迎えるシーンがあった。昭和13年当時に地元の小学校などでは、学校登山で常念小屋を利用して1泊2日で常念岳に登っていた。。

## 地理

### 所在地
長野県安曇野市穂高、標高2,450 mの常念乗越の西側

### 周辺の山小屋
- 蝶ヶ岳ヒュッテ
- 大天荘
- 大天井ヒュッテ
- 燕山荘
- 横尾山荘

### 周辺の山
| 山容                                                   | 名称     | 標高(m)  | 常念小屋からの 方角と距離(km) | 備考                                  |
| ------------------------------------------------------ | -------- | -------- | ----------------------------- | ------------------------------------- |
| 燕山荘から望む燕岳（2015年6月29日撮影）                | 燕岳     | 2,762.85 | 北 8.3                        | 燕山荘 日本二百名山                   |
| 蝶ヶ岳から望む大天井岳（2002年7月12日撮影）            | 大天井岳 | 2,921.91 | 北西 4.2                      | 大天荘、常念山脈の最高峰 日本二百名山 |
| 常念岳方面から望む常念小屋と横通岳（2004年5月2日撮影） | 横通岳   | 2,766.99 | 北 1.0                        |                                       |
| 常念小屋と槍ヶ岳（2004年5月2日撮影）                   | 常念小屋 | 2,450    | 0                             | 常念乗越                              |
| 蝶ヶ岳から望む常念岳（2014年7月8日撮影）               | 常念岳   | 2,857    | 南 0.8                        | 日本百名山                            |
| 常念岳から望む蝶ヶ岳（1999年8月1日撮影）               | 蝶ヶ岳   | 2,677    | 南 5.1                        | 蝶ヶ岳ヒュッテ                        |